# خانی یک
خانی یک، روستایی از توابع بخش مرکزی شهرستان فراشبند در استان فارس ایران است. از آثار باستانی این روستا میتوان به تپه باستانی آبیک اشاره نمود.

## جمعیت
این روستا در دهستان نوجین قرار دارد و براساس سرشماری مرکز آمار ایران در سال ۱۳۸۵، جمعیت آن ۷۶۴ نفر (۱۶۱خانوار) بوده‌است.